# Gallina Károly
Gallina Károly (Budapest, 1907. november 5. – Budapest, 1986. szeptember 3.) válogatott labdarúgó, kapus.

## Pályafutása

### Klubcsapatban
A Nemzeti FC labdarúgója volt. Bátor, megbízható kapus, volt, aki minden téren az átlag felett teljesített. Kiváló volt a labdafogása és a helyezkedése a kapuban. Öklözései és kifutásai is magabiztosak voltak. 1934-ben egy súlyos fejsérülés miatt kénytelen volt az élvonalbeli szerepléstől visszavonulni. Ezt követően alacsonyabb osztályú csapatokban játszott csatár poszton.

### A válogatottban
1927 és 1931 között három alkalommal szerepelt a magyar labdarúgó-válogatottban. Legmeggyőzőbb teljesítményét második válogatott mérkőzésén Ausztria ellen nyújtotta 1931. május 3-án. A találkozó 0–0-s döntetlennel zárult.

## Statisztika

### Mérkőzései a válogatottban
| Magyarország | Magyarország         | Magyarország       | Magyarország | Magyarország | Magyarország | Magyarország | Magyarország | Magyarország |
| #            | Dátum                | Helyszín           | Hazai        | Eredmény     | Vendég       | Kiírás       | Gólok        | Esemény      |
| ------------ | -------------------- | ------------------ | ------------ | ------------ | ------------ | ------------ | ------------ | ------------ |
| 1.           | 1927. szeptember 25. | Zágráb             | Jugoszlávia  | 5 – 1        | Magyarország | barátságos   | -            |              |
| 2.           | 1931. május 3.       | Bécs, Hohe Warte   | Ausztria     | 0 – 0        | Magyarország | Európa-kupa  | -            |              |
| 3.           | 1931. május 21.      | Belgrád, BSK-pálya | Jugoszlávia  | 3 – 2        | Magyarország | barátságos   | -            |              |
|              | Összesen             |                    |              | 3            | mérkőzés     |              | 0            | gól          |